# Ringvinger

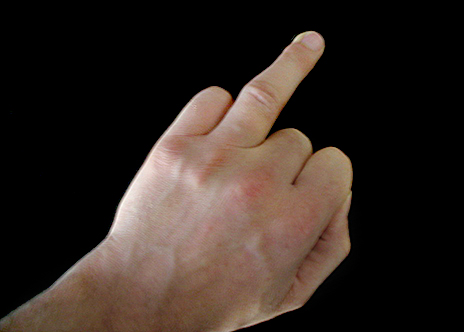
De ringvinger (linkerhand)

De ringvinger is de vierde vinger van de menselijke hand, vanaf de duim geteld.
De vinger heet zo omdat hij de (trouw)ring draagt. Vroeger werd gedacht dat er een rechtstreekse bloedverbinding was (de Vena amoris) tussen de ringvinger en het hart. De associatie van het hart en de liefde leidde ertoe dat de ring (het teken van de liefde) om deze vinger gedragen werd.
Volgens anderen wordt de vinger trouw genoemd, omdat als de pink of de middelvinger wordt gebogen, de ringvinger deze altijd volgt, dat wil zeggen lichtelijk meebuigt. Daarentegen buigen de naastliggende vingers niet als de ringvinger wordt gebogen.